# Dymitr Bychowiec
Dymitr Mikołajewicz Bychowiec herbu Mogiła (zm. w 1650 roku) – sędzia ziemski trocki w latach 1649–1650, podsędek trocki w latach 1623–1649, pisarz grodzki trocki w latach 1615–1623, marszałek Trybunału Głównego Wielkiego Księstwa Litewskiego w 1646 roku.
Poseł na sejm 1628 roku.
Był wyznawcą prawosławia.